# Dar Al-Kotob Al-Ilmiyah
Dar Al-Kotob Al-Ilmiyah (en arabe : دار الكتب العلمية), abrégée DKI, est une maison d'édition libanaise fondée en 1971 à Beyrouth par Mohamad Ali Baydoun. Elle est spécialisée dans la publication d'ouvrages islamiques.